# Joseph Hooker

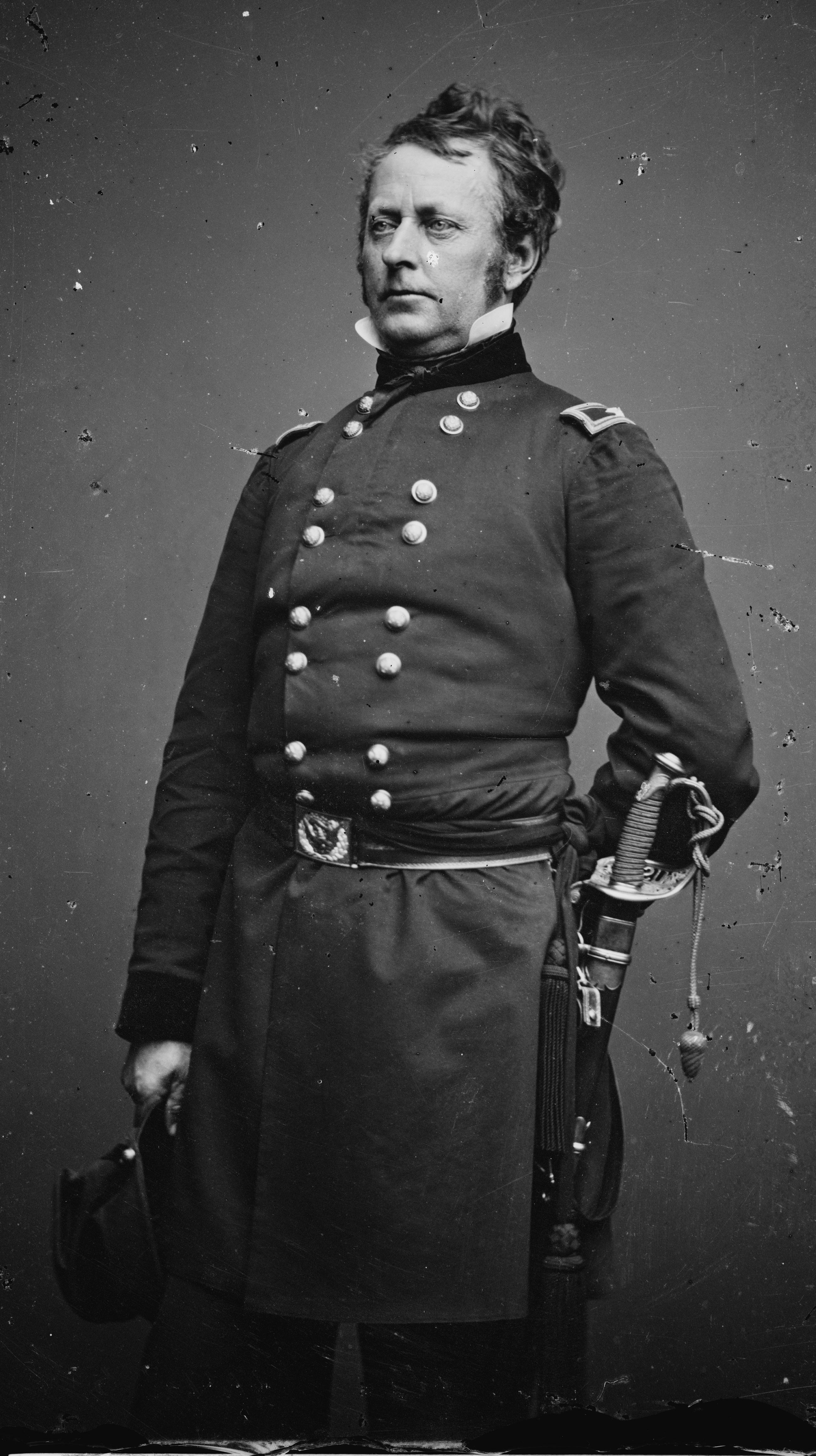
Joseph Hooker

Joseph Hooker (Hadley, 13 de novembro de 1814 — Garden city, 31 de outubro de 1879) foi um militar dos Estados Unidos que lutou na Guerra Mexicano-Americana, e na Guerra Civil Americana, onde chegou a ser general de divisão (major-general) do exército da União.
Embora servisse na guerra, e geralmente com distinção, Hooker é recordado pela sua contundente derrota sofrida frente ao general Robert E. Lee na batalha de Chancellorsville em 1863. Ficou conhecido como “Fighting Joe" (Joe Lutador) durante a Guerra Civil.

## Comando Militar
Hooker serviu nas Guerras Seminolse e na Guerra Mexicano-Americana, recebendo três promoções, antes de se demitir do Exército. No início da Guerra Civil, juntou-se ao lado da União como general de brigada, destacando-se em Williamsburg, Antietam e Fredericksburg, após o que recebeu o comando do Exército do Potomac.
Seu ambicioso plano para Chancellorsville foi frustrado pelo movimento ousado de Lee em dividir seu exército e derrotar um corpo da União, bem como por erros por parte dos generais subordinados de Hooker e sua própria perda de coragem. A derrota deu a Lee a iniciativa, o que lhe permitiu viajar para o norte, para Gettysburg.
Hooker foi mantido no comando, mas quando o general Halleck e Lincoln recusaram seu pedido de reforços, ele renunciou. George G. Meade foi nomeado para comandar o Exército do Potomac três dias antes de Gettysburg. Hooker voltou ao combate em novembro de 1863, ajudando a aliviar o exército da União sitiado em Chattanooga, Tennessee, e continuando no Western Theatre sob o comando do major-general William T. Sherman, mas partiu em protesto antes do fim da campanha de Atlanta, quando preterido para promoção.
Hooker ficou conhecido como "Fighting Joe" devido a um erro burocrático de um jornalista, e o apelido pegou. Sua reputação pessoal era de mulherengo e beberrão, e seu quartel-general era conhecido pelas festas e jogos de azar.